# Mesacanthion ceeum
Mesacanthion ceeum is een rondwormensoort uit de familie van de Thoracostomopsidae. De wetenschappelijke naam van de soort is voor het eerst geldig gepubliceerd in 1964 door Inglis.